# Fort Yuma

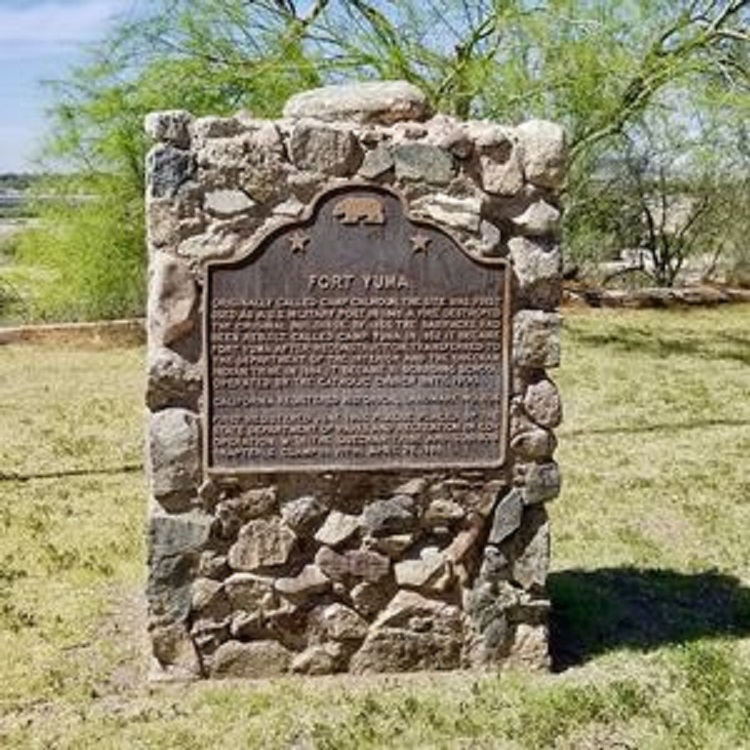
Lapide commemorativa

Fort Yuma era un fortino dell'esercito statunitense che si trovava aldilà del fiume Colorado di fronte a Yuma, cittadina dell'Arizona.
Il resti del fortino ora si trovano nella Contea di Imperial, in California. Costruito nel 1851, dal 1858 al 1861, fu una stazione di posta  del Butterfield Overland Mail e poi dismesso nel 1883 ed infine ceduto al Dipartimento degli Interni degli Stati Uniti d'America.
Durante la Guerra di secessione, da qui partì il contingente California Column. Fra i comandanti della guarnigione vi furono George H. Thomas e Samuel P. Heintzelman.